# Maria Manuela Couto Viana
Maria Manuela Couto Viana (Viana do Castelo, 3 de Março de 1919 — Lisboa, 4 de Janeiro de 1983), foi uma actriz, declamadora e escritora portuguesa.

## Biografia
Irmã de António Manuel Couto Viana.
Maria Viana, muito cedo começou a interessar-se pelas letras. Aos treze anos de idade já colaborava na imprensa de Viana do Castelo, tendo também colaborado na revista Tempo Presente e na luso-brasileira Atlântico . Aos dezasseis anos de idade estreou-se no cinema.

## Filmografia
Participou nos filmes:
- 1938 - A Rosa do Adro [6]
- 1947 - Aqui, Portugal, documentário realizado por Armando de Miranda [4][5]
- 1963 - Os Ausentes
- 1963 - Ensaio Interrompido
- 1964 - O Chapéuzinho Vermelho
- 1965 - Dona Xepa
- 1968 - Cathleen em Houlihan

## Obra literária
Entre os seus livros encontram-se: 
- 1942 - Raízes que não Secam
- 1950 - Menina Mansa e Outras Poesias
- 1964 - Frauta Lonxana
- 1956 - A Varanda Verde (teatro)
- 1970 - O Mundo dos Meninos Verdes (novela infantil)
- 1973 - Bruxas, Feitiços. Defuntos, Aparições (crónicas)
- 1979 - Encruzilhadas (estórias)

## Prémios e reconhecimento
- 1.º prémio do concurso do Grémio Nacional dos Editores e Livreiros em 1942 com o romance Raízes que não Secam.[1]
- Uma das ruas da freguesia da Meadela em Viana do Castelo recebeu o seu nome. [8]

## Ligações Externas
Maria Manuela declama no Espetáculo a favor do Movimento Nacional Feminino